# Scott Joseph Kelly
Scott Joseph Kelly (Orange, New Jersey, 1964. február 21.–) amerikai villamosmérnök, űrhajós.
Egypetéjű ikertestvére, Mark Edward Kelly szintén pilóta, űrhajós. Az egyedüli testvérek, akik szolgálhattak az űrrepülőgépen és a Nemzetközi Űrállomáson. Scott Kelly legutolsó küldetése teljesítése után, melyben 340 napot töltött az űrállomáson, 2016. március 2-án tért vissza a Földre társával Mihail Boriszovics Kornyijenkóval. Kelly számára ez a küldetés különleges volt, hiszen 1 évvel ezelőtt egy kísérlet vette kezdetét az űrállomáson és a Földön is. Az ikerpár mindkét tagját közel egy éven át orvosi megfigyelés alatt tartották, hogy kiderüljön mennyit változott a szervezetük, különös tekintettel az űrállomáson tartózkodó Scottra. Ilyen jellegű kísérletet még eddig nem végeztek, ezért nagy jelentősége van arra nézve, hogyan hat az emberi szervezetre a Földön kívüli lét.    

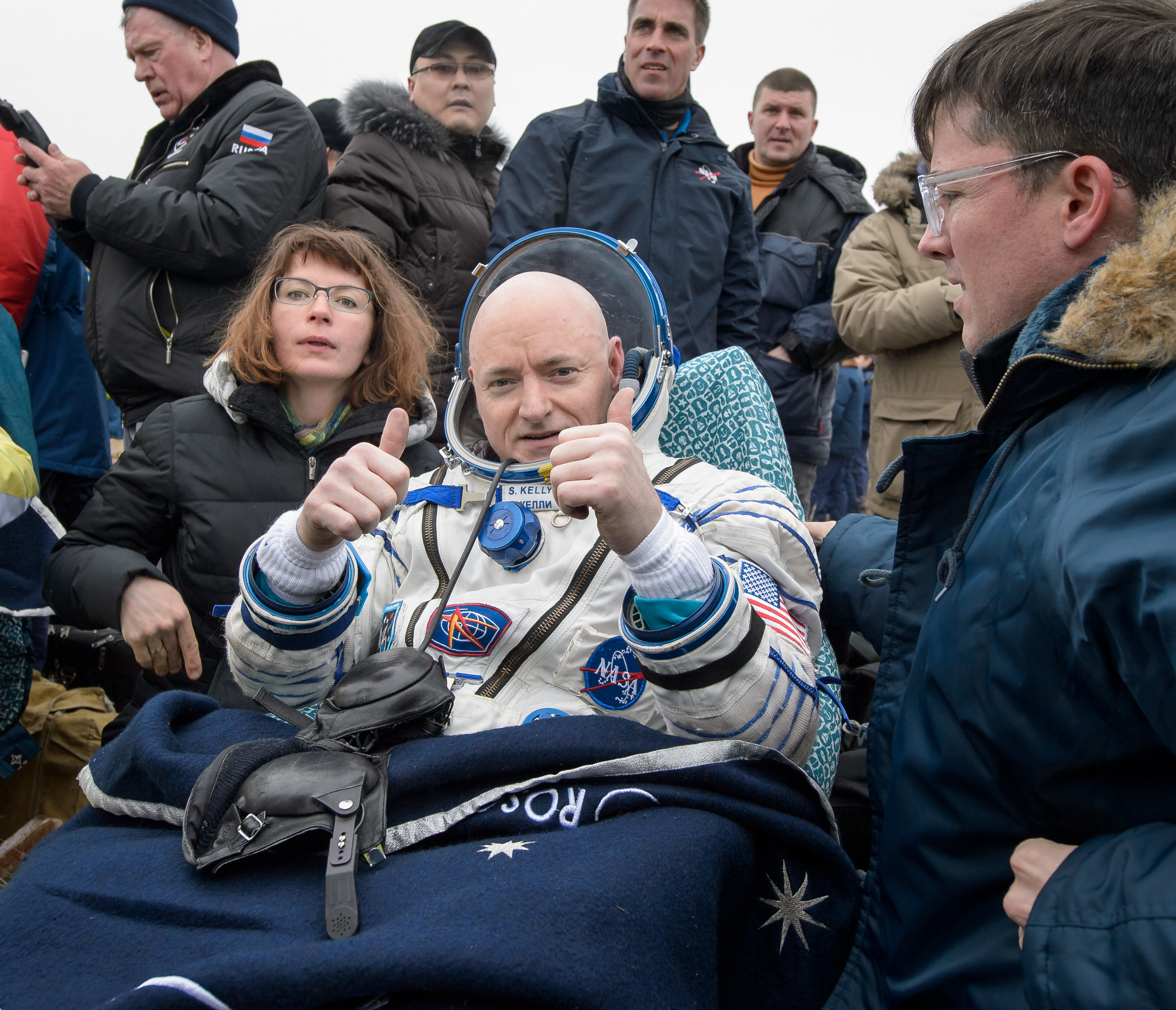
Scott Kelly visszatérése az ISS-ről 2016. március 2-án.

## Életpálya
1987-ben a New York-i Tengerészeti Főiskolán szerzett mérnöki diplomát. A texasi beeville-i repülőbázison szerzett pilótajogosítványt. 1996-ban Knoxvilleben szerzett mérnöki diplomát.
A Haditengerészetnél F–14 Tomcat gépeken, a USS Dwight D. Eisenhower (CVN–69) repülőgép-hordozón szolgált, több mint 250 leszállást végrehajtva. 1993-ban Marylandban tesztpilóta képzést kapott, elsajátítva a repülőbalesetek kivizsgálásának módszertanát. Több repülőgéptípust tesztelt (F–14A/B/D, F/A–18A/B/C/D, KC–130F). Az első pilóta, aki egy F–14 digitális repülésirányító kísérleti rendszert tesztelt. Több mint 8000 órát repült, több mint 40 különböző repülőgépen és űreszközön.
1996. május 1-től részesült űrhajóskiképzésben a Lyndon B. Johnson Űrközpontban, valamint a Jurij Gagarin Űrhajóskiképző Központban. Egy űrszolgálata alatt összesen 180 napot, 1 órát és 51 percet töltött a világűrben.
A Nemzetközi Űrállomás működését biztosító NASA szervezet vezetője volt. 340 napig tartó űrrepüléséből visszatérve bejelentette, hogy búcsút mondott a NASA szolgálatának.

## Űrrepülések
- STS–103: a Discovery űrrepülőgép 27. repülésén pilóta. A Hubble űrtávcső harmadik javítása. Összesen 7 napot, 23 órát és 11 percet töltött a világűrben. 120 alkalommal kerülte meg a Földet.
- STS–118: az Endeavour űrrepülőgép 20. repülésének parancsnoka. A 150. amerikai emberes űrutazás, a 119. űrsikló repülés, a 22. repülés az űrállomásra. Alapellátáson kívül az űrállomás építéséhez szállított mintegy 5000 kilogramm anyagot, eszközt, csereeszközt. Ellenőrizték az űrsikló hőpajzsát. Elszállítottak mintegy 4000 kilogramm felesleges felszerelést. Összesen 12 napot, 17 órát és 56 percet töltött a világűrben.
- Szojuz TMA–01M: az első az új generációs Szojuz űrhajó, az űreszköz fedélzeti mérnöke, az ISS parancsnoka. A változás legjellemzőbb része a modern fedélzeti számítógép (hardver, szoftver). 2010. november 25-től az ISS parancsnoka. Az Endeavour űrrepülőgép 25., egyben utolsó repülésén Mark Kelly volt a parancsnok, aki ikertestvére. Az első alkalom, hogy az ISS fedélzetén egyszerre kettő családtag tartózkodott. Összesen 159 napot, 8 órát és 44 percet töltött a világűrben.

### Tartalék személyzet
- STS–111: az Endeavour űrrepülőgép 18. repülésén fedélzeti mérnök.
- Szojuz TMA–18: fedélzeti mérnök